# Ericales
Ericales é uma ordem de plantas com flor (Angiospermas), pertencente ao grupo das eudicotiledóneas - planta cujo embrião contém dois ou mais cotilédones. Nesta ordem, existem 22 famílias, 346 gêneros e 12 005 espécies, entre elas o chá, castanha-do-Pará, Azaléa e o kiwi.

## Evolução e biologia
As ericales podem ter surgido há mais de 100 milhões de anos, e quase todas as famílias estavam estabelecidas no começo do Eoceno (há 50 milhões de anos). Na América do Norte há fósseis variados de flores que devem ser de ericales, com 90 milhões de anos (Cretáceo).
Atualmente as ericales são um componente importante da diversidade das florestas tropicais, com cerca de 10% das espécies e 22% dos caules; isto envolve as famílias Sapotaceae, Lecythidaceae, Ebenaceae, entre outras. Essas florestas devem ter se desenvolvido no começo do Terciário.

## Posicionamento
- clado das asterídeas (em inglês, "asterids")
  - ordem Cornales
  - ordem Ericales
  - clado das lamiídeas ou euasterídeas I (em inglês, "euasterids I" ou "lamiids")
    - família Boraginaceae—colocada sem ordem
    - família Icacinaceae—colocada sem ordem
    - família Metteniusaceae—colocada sem ordem
    - família Oncothecaceae—colocada sem ordem
    - família Vahliaceae—colocada sem ordem
    - ordem Garryales
    - ordem Gentianales
    - ordem Lamiales
    -  ordem Solanales

  -  clado das campanulídeas ou euasterídeas II (em inglês, "euasterids II" ou "campanulids")
    - ordem Apiales
    - ordem Aquifoliales
    - ordem Asterales
    - ordem Bruniales
    - ordem Dipsacales
    - ordem Escalloniales
    -  ordem Paracryphiales

## Filogenia
Esta ordem é composta pelas seguinte famílias (APG III): 
| - Actinidiaceae (família do kiwi) - Balsaminaceae (família da maria-sem-vergonha) - Clethraceae - Cyrillaceae - Diapensiaceae - Ebenaceae (família do caqui e do ébano) - Ericaceae (família da azaléa) - Fouquieriaceae - Lecythidaceae (família da castanha-do-pará, dos jequitibás e das sapucaias) | - Maesaceae - Marcgraviaceae (família do rabo-de-arara) - Mitrastemonaceae - Myrsinaceae (família da ardísia) - Pentaphylacaceae - Polemoniaceae (família da cobéia) - Primulaceae (família das prímulas - Roridulaceae - Sapotaceae (família do abiu, do sapoti, do abricó, da maçaranduba e do aguaí) | - Sarraceniaceae (família de ervas carnívoras) - Sladeniaceae - Styracaceae (família do benjoeiro) - Symplocaceae - Tetrameristaceae - Theaceae (família da camélia e do chá-preto) - Theophrastaceae |

No sistema de classificação de Cronquist, as Ericales incluem um número de famílias:
| - Ericaceae - Cyrillaceae - Clethraceae - Grubbiaceae | - Empetraceae - Epacridaceae - Pyrolaceae - Monotropaceae |